# Terpsiphone cyanescens
El monarca colilargo de Palawan (Terpsiphone cyanescens) es una especie de ave paseriforme de la familia Monarchidae endémica del suroeste de Filipinas.
Por lo general se encuentra en el sotobosque en los bosques bajos primarios y secundarios del subarchipiélago de Palawan, sin embargo, es probable que las poblaciones estén en diclive a causa de perdida de hábitat.